# Polska w NATO
Polska w NATO – Rzeczpospolita Polska pozostaje członkiem NATO od 12 marca 1999.

## Starania Polski o członkostwo w NATO
Przystąpienie Polski do NATO było jednym z głównym celów polskiej polityki zagranicznej w latach 90.

### Poszukiwanie nowej struktury bezpieczeństwa

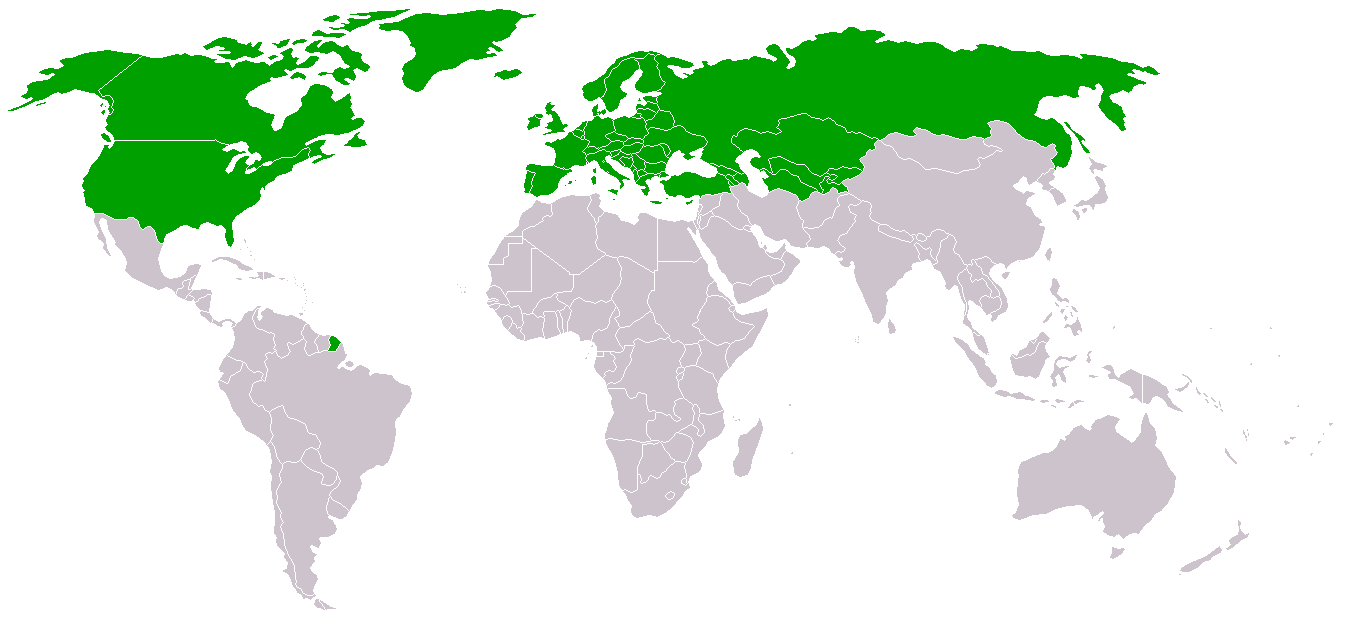
Państwa uczestniczące w procesie KBWE

Państwa członkowskie NATO i Układu Warszawskiego w okresie 1949–1990

Rewidujemy Układ Warszawski – oznajmił minister Skubiszewski – ale z niego nigdy nie wystąpimy. Zagrożenia z Zachodu nie ma, ale doradczy komitet polityczny jest potrzebny. Potrzebne jest też zjednoczone dowództwo w celu samoobrony, Contra, 1990

Jednym z podstawowych problemów, które dostrzegały pierwsze rządy po 1989 roku, było zapewnienie Polsce gwarancji bezpieczeństwa poprzez umocowanie jej w zachodnich strukturach. Początkowo rozważano koncepcję włączenia się w potencjalny system budowany w oparciu o KBWE, NATO, Wspólnotę Europejską i UZE (pod auspicjami ONZ). W początkowym okresie zauważalne było także myślenie kategoriami bezpieczeństwa stricte militarnego. Wyrażano obawy przed pozostaniem w szarej strefie i próżni bezpieczeństwa. Przejawem tego były m.in. sformułowania używane w Założeniach polskiej polityki bezpieczeństwa, jak i Polityce bezpieczeństwa i strategii obronnej Rzeczypospolitej Polskiej z 2 listopada 1992 roku. Jeszcze wiosną 1991 roku pojawiła się nawet idea przyjęcia neutralności, którą zasugerował minister obrony Piotr Kołodziejczyk. Ostatecznie uznano, że KBWE nie dysponuje instrumentami, które zapewniłyby Polsce realne gwarancje bezpieczeństwa, zaś najlepszym rozwiązaniem miałoby być umocowanie w strukturze, w której dużą rolę odgrywałyby Stany Zjednoczone. Taka orientacja polskiej polityki bezpieczeństwa skłaniała ku nawiązaniu kontaktów z NATO – już 21 marca 1990 wizytę w Kwaterze Głównej w Brukseli złożył minister Krzysztof Skubiszewski. 9 sierpnia 1990 wraz z utworzeniem Biura Łącznikowego dla utrzymywania roboczych kontaktów z NATO w ambasadzie RP w Belgii dokonała się instytucjonalizacja kontaktów bilateralnych. Tworzeniu klimatu dla rozwoju współpracy pomagały wizyty – w dniach 13–16 września 1990 Polskę odwiedził sekretarz generalny NATO Manfred Wörner, a 3 lipca 1991, dwa dni po rozwiązaniu Układu Warszawskiego, wizytę w Kwaterze Głównej złożył prezydent Lech Wałęsa.

Polska nie zgłaszała i nie zgłasza chęci wstąpienia do Paktu Północno-Atlantyckiego i jego struktur wojskowych – zapewniał minister Janusz Onyszkiewicz – I wcale nie dlatego, że moglibyśmy się spotkać z odmową, lecz z obawy przed odtworzeniem układu dwubiegunowego i w konsekwencji – nowego podziału kontynentu, Polska Zbrojna, lipiec 1991

Polskim staraniom o rozwój współpracy z NATO sprzyjała też transformacja polityki wschodniej Sojuszu – w dniach 6–7 czerwca w Kopenhadze przyjęto dokument o nazwie Partnerstwo z krajami Europy Środkowej i Wschodniej. Z kolei w listopadzie 1991 rzymski szczyt NATO postanowił o dalszym trwaniu Sojuszu, a 20 grudnia tego samego roku swoją działalność rozpoczęła Rada Współpracy Północnoatlantyckiej (ang. North Atlantic Cooperation Council, NACC), w pracach której miała brać udział także Polska. W lutym 1992 roku minister obrony Jan Parys wypowiedział się na temat dążeń Polski do stopniowej integracji z NATO – nie sformułowano jednak oficjalnego wniosku w tej sprawie, ale w kręgach rządowych nasiliła się retoryka proatlantycka. Z drugiej strony brakowało spójnej linii wśród organów decydujących o polskiej polityce zagranicznej i bezpieczeństwa, przejawem czego była np. wypowiedź prezydenta Lecha Wałęsy dotycząca ewentualnej koncepcji NATO-bis. Z czasem jednak różne ośrodki władzy skoordynowały swoje działania w tym zakresie, ponadto udało się wypracować wspólne stanowisko z partnerami Polski z Trójkąta Wyszehradzkiego – 6 maja 1992 prezydenci trzech państw oświadczyli, że:

Długofalowym celem pozostaje pełne członkostwo w NATO

Z kolei już 8 maja padła jednoznaczna deklaracja ze strony ministra spraw zagranicznych, który określił członkostwo w NATO jako cel perspektywiczny. O polskich aspiracjach względem uczestnictwa w NATO mówiła też premier Hanna Suchocka w swoim exposé, a 2 listopada 1992 uzyskanie członkostwa zostało włączone do oficjalnych celów polskiej dyplomacji:

Strategicznym celem Polski w latach dziewięćdziesiątych jest członkostwo w NATO oraz w Unii Zachodnioeuropejskiej jako europejskim filarze NATO i istotnym czynniku europejskiego systemu zbiorowego bezpieczeństwa

Jednocześnie uwidaczniały się pewne tendencje dotyczące polskich starań – w społeczeństwie rosło poparcie dla opcji proatlantyckiej, pierwsze głosy wsparcia pojawiły się w administracji amerykańskiej i rządzie niemieckim, a z kolei z Rosji napływały sygnały niezadowolenia. Kwestią otwartą pozostawała również pewna powściągliwość większości państw NATO wobec polskich aspiracji. Z tego punktu widzenia jako jeden z potencjalnych czynników negatywnych szczególnie uwzględniano stanowisko rosyjskie. W tej sytuacji doszło do wizyty prezydenta Borysa Jelcyna w Warszawie w dniach 24–26 sierpnia 1993 roku. W czasie spotkania podpisano Wspólną deklarację polsko-rosyjską, w której zawarto następujące sformułowania:

Prezydenci poruszyli kwestię zamiaru przystąpienia Polski do NATO. Prezydent Lech Wałęsa wyjaśnił znane stanowisko Polski w tej sprawie, co zostało przyjęte ze zrozumieniem przez prezydenta Borysa Jelcyna. W perspektywie ta decyzja Polski, zmierzająca do integracji ogólnoeuropejskiej, nie jest sprzeczna z interesem innych państw, w tym również Rosji

Prezydent Jelcyn de facto stwierdził zatem, że Rosja nie ma prawa weta w tej sprawie, jednak już podczas wizyty część członków delegacji rosyjskiej sugerowała mu wykreślenie tego fragmentu deklaracji. Kilka tygodni później Rosja zmieniła swoje stanowisko i wyraziła swój sprzeciw wobec powstających planów rozszerzenia NATO. Z kolei krótko po zakończeniu wizyty rosyjskiej głowy państwa prezydent Lech Wałęsa wystosował list do sekretarza generalnego NATO, w którym zawarł następującą argumentację za przyjęciem nowych członków:
- Polska i NATO podzielają te same demokratyczne wartości;
- Polsce zależy na przełamaniu podziału Europy na kraje z gwarancjami bezpieczeństwa i kraje ich pozbawione;
- Polska pragnie zabezpieczenia nie przed określonymi zagrożeniami, lecz przed nieprzewidywalnym ryzykiem w przyszłości – służyć miałoby temu poszerzenie obszaru wolności, demokracji i współpracy;
- poszerzenie Sojuszu ugruntowałoby osiągnięcia polskich reform i prowadzenie pokojowej polityki zagranicznej. Ponadto Polska jako kraj z uregulowanymi problemami względem sąsiadów nie narażałaby NATO na niebezpieczeństwo.

Wraz z dojrzewaniem argumentacji za rozszerzeniem wzmacniała się postawa Federacji Rosyjskiej, która była przeciwna stanowisku Polski. Prezydent Jelcyn podjął też konkretne kroki w celu przeciwdziałania rozszerzeniu i jeszcze we wrześniu 1993 roku rozesłał listy do przywódców USA, Francji, Wielkiej Brytanii i Niemiec, w których napisał, że Rosja uważa, że rozszerzenie NATO byłoby sprzeczne z postanowieniami konferencji 2 + 4. Takie stanowisko osłabiało pozycję negocjacyjną Polski. Z drugiej strony udało się je nieco wzmocnić poprzez wypracowanie konsensusu między wszystkimi siłami politycznymi, co miało szczególne znaczenie po objęciu władzy przez postkomunistów w 1993 roku.

### Partnerstwo dla Pokoju i droga do NATO

Państwa uczestniczące w Partnerstwie dla Pokoju

Flaga NATO

Czynnikiem sprzyjającym stanowisku polskiemu był także fakt, że kierownictwu NATO zależało raczej na stabilizacji w Europie Środkowo-Wschodniej, niż utrzymywaniu stanu niepewności. W tym celu z inicjatywy amerykańskiej popartej przez stronę niemiecką postanowiono stworzyć instrument pogłębiający współpracę w ramach NACC i rozwijający współpracę z pojedynczymi państwami spoza NATO. Wyrazem tych tendencji stał się program Partnerstwo dla Pokoju, który został zaakceptowany przez Radę Północnoatlantycką w październiku 1993 roku. Od początku obawy byłych państw socjalistycznych budził jednak brak wyraźnych gwarancji członkostwa. Podczas brukselskiego szczytu NATO w dniach 10–11 stycznia 1994 przyjęto nowy program, w którym jako cele określono pogłębienie zaufania i wspólne budowanie bezpieczeństwa przez kraje członkowskie NATO i NACC oraz KBWE. Odniesiono się także do kwestii ewentualnego rozszerzenia, które:

...w ramach ewolucyjnego procesu objęłoby demokratyczne państwa położone na wschód, biorąc pod uwagę rozwój sytuacji politycznej i bezpieczeństwa w całej Europie. [...] Aktywny udział w Partnerstwie dla Pokoju będzie odgrywać istotną rolę w ewolucyjnym procesie rozszerzania NATO

Pojawiła się także zapowiedź możliwości konsultacji NATO z uczestnikami Partnerstwa dla Pokoju, w razie gdyby odczuwali oni zagrożenia swego bezpieczeństwa. Państwa dążące do członkostwa w Sojuszu wskazywały, że przy wszystkich zaletach nowego programu, nie zawierał on ani daty ewentualnego rozszerzenia, ani kryteriów, które kraje aspirujące miałyby spełnić. Zaproszenie do udziału w PdP otrzymała także Federacja Rosyjska. Pojawiały się też wypowiedzi zachodnich polityków, budzące pozytywne nastawienie u strony polskiej:

Pytanie nie brzmi już: czy NATO przyjmie nowych członków, ale kiedy i jak

2 lutego 1994 premier Waldemar Pawlak złożył podpis pod ramowym programem Partnerstwa dla Pokoju, a 25 kwietnia minister obrony Piotr Kołodziejczyk złożył w Kwaterze Głównej Dokument Prezentacyjny. Na mocy jego postanowień strona polska zobowiązywała się m.in. do rozwijania współpracy wojskowej z NATO, zwiększenia transparentności powstawania budżetu wojskowego i planowania obronnego, zapewnienia demokratycznej kontroli nad armią, gotowości do udziału w misjach ONZ i KBWE oraz przeprowadzania wspólnych szkoleń i ćwiczeń. Rozpoczęły się również negocjacje dotyczące Indywidualnego Programu Partnerstwa (IPP), a propozycje w tym zakresie zaakceptowano już 5 lipca 1994 podczas sesji NACC w Stambule. Pierwsze wspólne z NATO ćwiczenia wojskowe Most współpracy zorganizowano na poligonie w Biedrusku w dniach 12–15 września 1994, czyli niemal w okrągłą rocznicę opuszczenia terytorium Polski przez ostatnie jednostki byłej Armii Radzieckiej. Polska wzięła też udział w operacji prowadzonej przez IFOR/SFOR w Bośni i Hercegowinie, m.in. w ramach Brygady Nordycko-Polskiej. Wciąż jednak w opinii wielu polityków zachodnich rozszerzenie NATO nie było przesądzone, a wspierać należało raczej przyjęcie byłych państw socjalistycznych do Unii Europejskiej i UZE, a dopiero potem objęcie ich gwarancjami bezpieczeństwa. Z kolei w polskiej argumentacji zaczęto stosować raczej próbę przekonania państw członkowskich, że poszerzenie NATO leży w ich interesie, gdyż poszerzona zostanie strefa stabilności, pokoju i bezpieczeństwa. Na jesieni 1994 dzięki poprawce Browna państwa Grupy Wyszehradzkiej objęte zostały amerykańskim programem pomocy wojskowej, a 1 grudnia tego samego roku, z inicjatywy USA i Niemiec, NAC zapoczątkowała wewnętrzną debatę na temat sposobu i zasad poszerzenia NATO.
W kwietniu 1995 Kwaterę Główną NATO, podczas swojej pierwszej oficjalnej podróży zagranicznej, odwiedził premier Józef Oleksy. 28 września 1995 zainteresowanym państwom przedstawiono Studium o rozszerzeniu NATO, gdzie określono jego cele i zasady oraz kryteria polityczne i wojskowe do spełnienia przez kandydatów. Wśród warunków przyjęcia wyszczególniono m.in. system demokratyczny, wolnorynkową gospodarkę, przestrzeganie zasad i norm OBWE, cywilną kontrolę nad armią, przejrzystość budżetów wojskowych, zdolność do współdziałania z siłami NATO, gotowość do przyjęcia zobowiązań i zasad płynących z traktatu waszyngtońskiego. W dokumencie stwierdzono również, że:

Nie może być drugorzędnych gwarancji bezpieczeństwa czy też gorszych członków w ramach Sojuszu ani też modyfikacji traktatu waszyngtońskiego dla tych, którzy się przyłączą

Po stronie polskiej nie zniknęły jednak obawy związane z brakiem podania konkretnego terminu. Trwały też dalsze spory na temat rozszerzenia z politykami rosyjskimi. 4 kwietnia 1996 roku Polska złożyła w Brukseli Indywidualny Dokument Dyskusyjny, a w maju tego samego roku rozpoczęły się dwustronne konsultacje na temat rozszerzenia. Z kolei w marcu 1997 NATO oświadczyło stronie rosyjskiej, że nie zamierza rozmieszczać broni masowego rażenia ani nowych stale stacjonujących sił zbrojnych na terytoriach nowych członków. Ponadto w miejsce Rady Współpracy Północnoatlantyckiej powołano Radę Partnerstwa Euroatlantyckiego (ang. Euro-Atlantic Partnership Council, EAPC).
8 lipca 1997 roku podczas szczytu NATO w Madrycie Polska, Czechy i Węgry zostały oficjalnie zaproszone do rozmów o członkostwie w Organizacji Traktatu Północnoatlantyckiego. Ponadto przywódcy państw członkowskich zobowiązali się do zakończenia procesu ratyfikacji protokołów akcesyjnych przed kwietniem 1999 roku. 11 lipca 1997 Komitet Obrony Kraju powołał Zespół Negocjacyjny pod przewodnictwem Andrzeja Towpika, a 1 sierpnia Sejm wyraził zgodę na przystąpienie rządu do rozmów akcesyjnych. Zaproszenie do nich zostało wystosowane w liście sekretarza generalnego Javiera Solany z 17 lipca. Wyniki rozmów toczonych we wrześniu i październiku zostały zaakceptowane przez nowy rząd AWS-UW 10 listopada 1997 roku. 14 listopada minister spraw zagranicznych Bronisław Geremek wystosował list do Javiera Solany, w którym potwierdził gotowość Polski do przyjęcia zobowiązań członka NATO, a także wyraził uznanie dla polityki otwartości.
16 grudnia 1997 roku ministrowie spraw zagranicznych 16 państw NATO podpisali protokoły akcesyjne, co zapoczątkowało procedury ich przyjęcia w poszczególnych krajach. Pierwsza ratyfikacja miała miejsce w Kanadzie 3 lutego 1998, natomiast 30 kwietnia 1998 aktu tego dokonał Senat Stanów Zjednoczonych. W grudniu tego samego roku zakończył się proces ratyfikacji we wszystkich 16 państwach, a 29 stycznia 1999 Polska, Czechy i Węgry zostały oficjalnie zaproszone do członkostwa w Organizacji Traktatu Północnoatlantyckiego. 17 lutego Sejm i Senat Rzeczypospolitej Polskiej wyraziły zgodę na ratyfikację Traktatu waszyngtońskiego, a 26 lutego aktu ratyfikacji dokonał prezydent Aleksander Kwaśniewski. 12 marca 1999 roku wysiłki polskiej dyplomacji zostały zakończone pomyślnie – Polska, wraz z Węgrami i Czechami została państwem członkowskim NATO. Podczas uroczystości o znaczeniu tego faktu tak wypowiadał się minister Bronisław Geremek:

To wielki dzień dla Polski, jak i dla milionów Polaków rozproszonych po wszystkich kontynentach. Polska wraca na zawsze tam gdzie jest jej miejsce: do wolnego świata. Polska już nie jest osamotniona w obronie swojej wolności. Jesteśmy w NATO dla „naszej i waszej wolności”

## Członkostwo Polski w NATO
Po przystąpieniu Polski do NATO wskazać można na kilka tendencji w jej polityce względem Organizacji. Polska jest krajem, który wspiera politykę otwartych drzwi – widoczne było to m.in. w jej staraniach o poszerzenie NATO o kraje bałtyckie i Słowację. Podobnie jak Stany Zjednoczone wspierała również zbliżenie z Gruzją i Ukrainą. W obu przypadkach zaangażowanie to powodowało jednak wzrost napięć w stosunkach z Federacją Rosyjską. Wspieranie amerykańskiego stanowiska zauważalne było również w kilku innych przypadkach – Polska poparła np. naloty NATO na Serbię oraz zachowywała dystans wobec pomysłów rozwijania Europejskiej Polityki Bezpieczeństwa i Obrony. Także w kwestii inwazji na Irak strona polska popierała stanowisko amerykańskie. Działała też na rzecz zaangażowania NATO w stabilizację Iraku. Pewnym problemem jaki rodziła taka polityka była koncentracja rozwoju zdolności ekspedycyjnych NATO, przy jednoczesnym zastoju w doskonaleniu zdolności obrony terytorialnej.

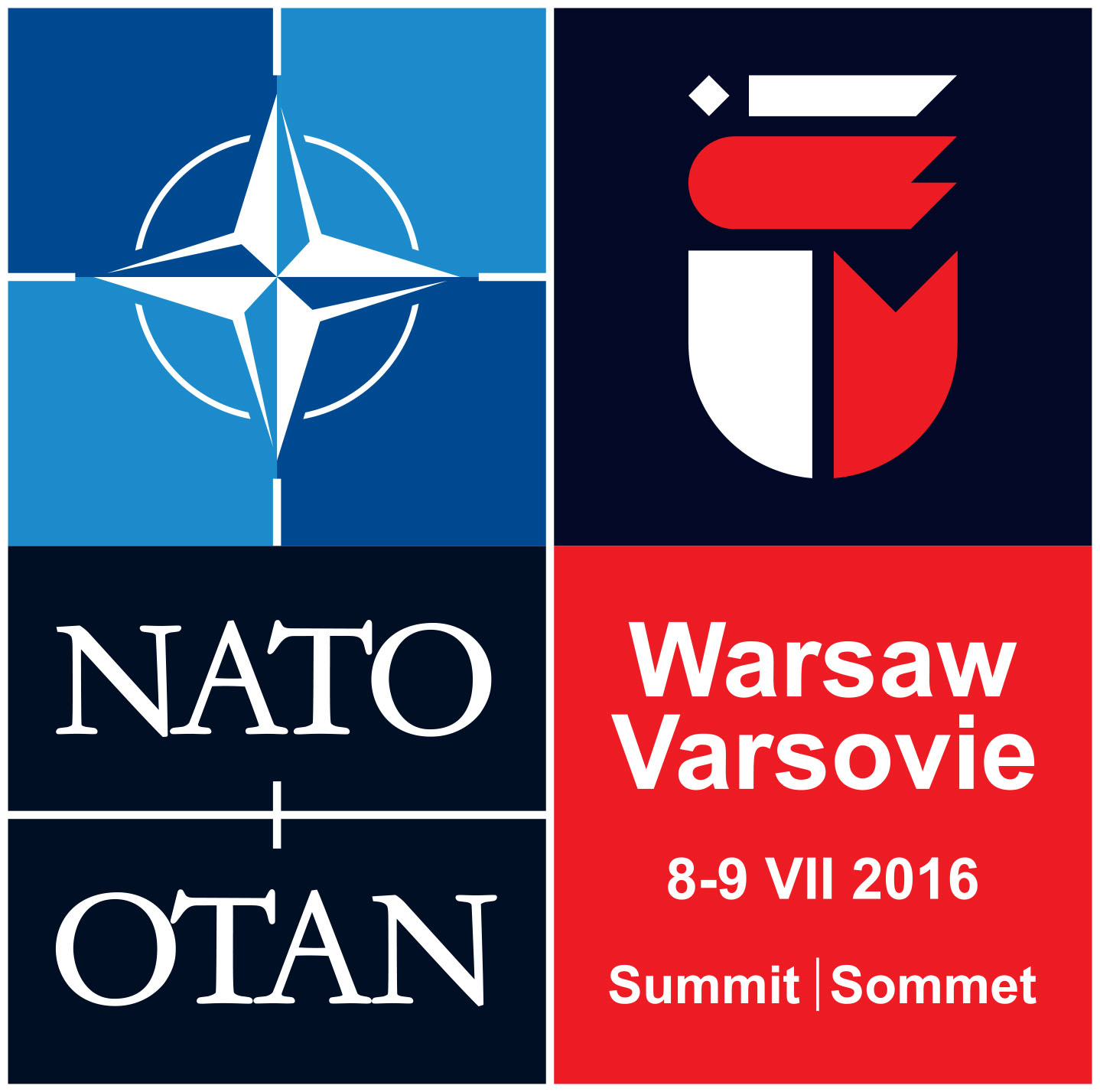
Logo szczytu NATO w Warszawie w 2016 roku

Polsce udało się natomiast włączyć w dyskusję nad nową koncepcją strategiczną Sojuszu, która rozpoczęła się po szczycie NATO w Strasburgu i Kehl oraz powrocie Francji do struktur wojskowych. Jako ekspert w dwunastoosobowej grupie pracującej nad redefinicją strategii znalazł się Adam Daniel Rotfeld. Innym sukcesem Polski w NATO było włączenie bezpieczeństwa energetycznego w obszar zainteresowania Sojuszu. Pierwsze kroki w tym zakresie podjęto jeszcze za rządów Prawa i Sprawiedliwości, a działania w tym zakresie kontynuowano już po objęciu rządów przez Platformę Obywatelską. 3 kwietnia 2008 roku na szczycie w Bukareszcie przyjęto raport zatytułowany Rola NATO w bezpieczeństwie energetycznym, a rok później kolejny szczyt przyjął Raport o postępie osiągniętym w dziedzinie bezpieczeństwa energetycznego. Oznacza to, że polska inicjatywa zakończyła się powodzeniem, co jest czynnikiem sprzyjającym wzrostowi znaczenia Polski w ramach Organizacji Traktatu Północnoatlantyckiego.
Od 2015 roku Polska wraz z państwami „wschodniej flanki” NATO tworzy Bukaresztańską Dziewiątkę. Celem tego formatu jest wzmocnienie siły głosu tych państw na forum sojuszu oraz pogłębienie współpracy w zakresie bezpieczeństwa i obronności (w kontekście polityki rosyjskiej).
W 2016 roku Polska po raz pierwszy była gospodarzem szczytu organizacji.

### Wojsko Polskie w operacjach NATO
Polska uczestniczyła w operacjach NATO w Albanii (AFOR – 1995-1996), Kosowie (KFOR – od 1999), Bośni i Hercegowinie (IFOR – 1995-1996 oraz SFOR – 1996-2004), Afganistanie (2012-2021 w ramach misji ISAF i RS), czy Iraku (NATO Training Mission – Iraq). Siły Powietrzne RP uczestniczą w ochronie przestrzeni powietrznych Litwy, Łotwy i Estonii w ramach Baltic Air Policing.
W 2017 roku w konsekwencji postanowień szczytu w Warszawie, Polska skierowała kontyngenty do Rumunii i Łotwy w ramach wzmocnionej wysuniętej obecności (eFP) oraz dopasowanej wysuniętej obecności (tFP) na wschodniej flance NATO.

### Struktury sojusznicze w Polsce

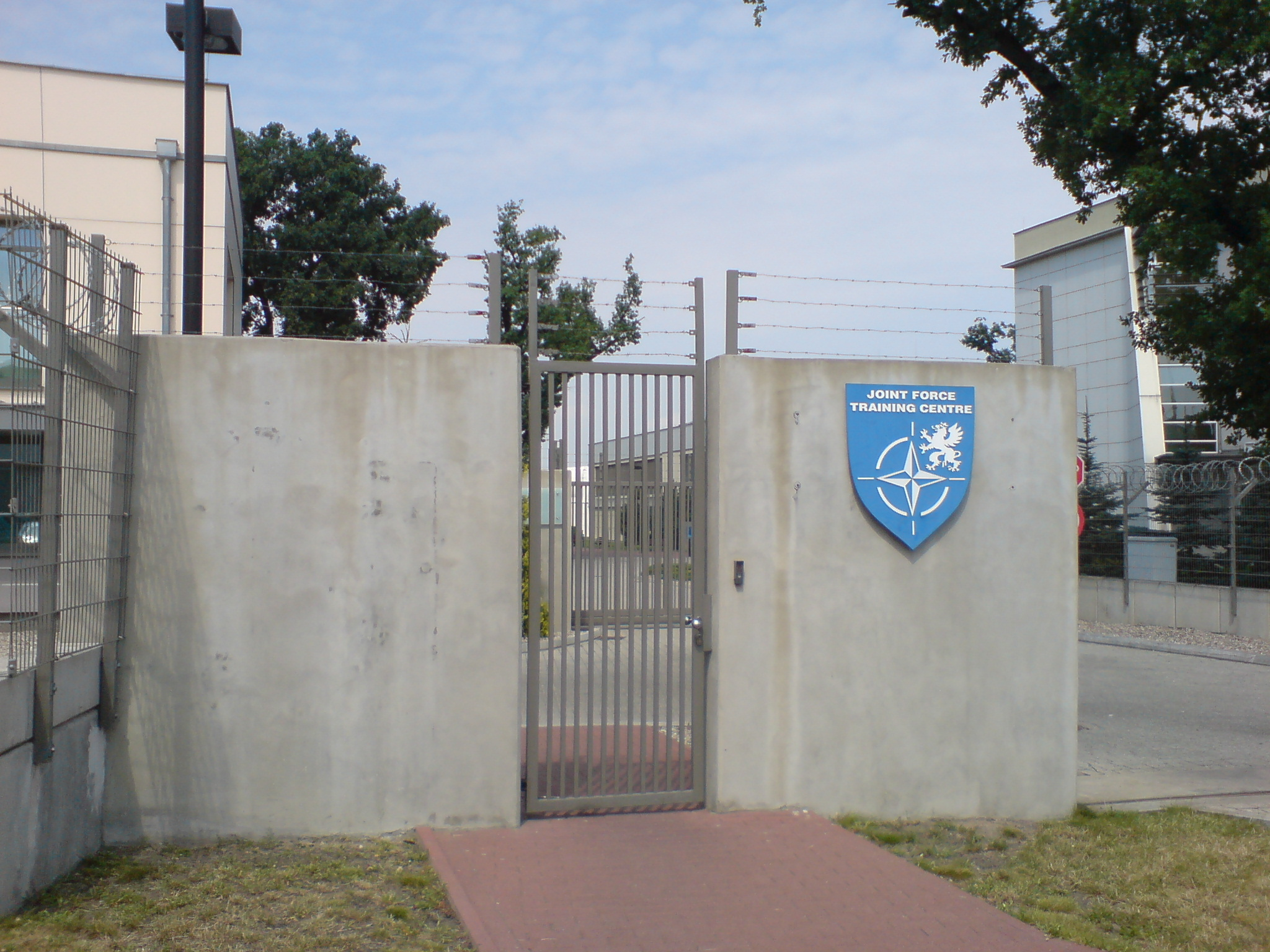
Centrum Szkolenia Sił Połączonych w Bydgoszczy (JFTC)

W Polsce zlokalizowane zostały następujące struktury:
- Wielonarodowy Korpus Północno-Wschodni w Szczecinie
- Centrum Szkolenia Sił Połączonych w Bydgoszczy (JFTC)
- Zespół Wsparcia Teleinformatycznego NATO w Bydgoszczy
- Dowództwo 3 Batalionu Łączności NATO w Bydgoszczy
- Centrum Eksperckie Policji Wojskowej NATO w Bydgoszczy
- Grupa Integracyjna Sił NATO w Bydgoszczy
- Centrum Eksperckie Kontrwywiadu NATO w Krakowie
- Dowództwo Wielonarodowej Dywizji Północ-Wschód w Elblągu

W marcu 2023 całkowitą liczebność żołnierzy z innych państw członkowskich NATO na terenie Polski oszacowano na około 12 tysięcy.